# Josef Breuer
Josef Breuer (Bécs, 1842. január 15. – Bécs, 1925. június 20.) osztrák orvos, a pszichoanalízis megalapításában közreműködő jelentős személyiség.

## Életútja
Bécsben született, Leopold Breuer gyermekeként, aki teológiát tanított a helyi zsidó közösség tagjaként. Édesanyját korán elvesztette, így anyai ágról a nagyanyja nevelte, s édesapja tanította nyolcéves koráig. 1858-ban érettségizett a bécsi Akademisches Gymnasium tanulójaként, már egy évet járt egyetemre, amikor úgy döntött beiratkozik a bécsi egyetem orvosi karára. 1867-ben szerezte meg diplomáját és Johann Oppolzer, belgyógyász asszisztenseként kezdett tevékenykedni az egyetemen.

## Anna O.
Sigmund Freud közeli barátja és kollégájaként a Breuer nevéhez talán leginkább köthető eset Anna O.-val (Bertha Pappenheim álneve) kapcsolatos. Anna O. végtagi bénulás, látás- és beszédzavar panaszával érkezett Breuerhez, aki megfigyelte, hogy miután a páciens beszélt a panaszairól, azok szűnni, de legalábbis enyhülni kezdtek. Anna O. viccesen „kéményseprésnek” hívta ezt a folyamatot, de egy komolyabb megnevezéssel is illette, „beszédkúrának” nevezte, mely tulajdonképpen a freudi pszichoanalízis alapjának bizonyult.
Ernest Jones így fogalmaz: „Freud roppant érdekesnek találta Anna O. esetét, ami (…) igen nagy hatást gyakorolt rá.” Az 1909-ben megjelent, Öt előadás a pszichoanalízisről c. könyvében Freud is rámutatott, „diák voltam és a záróvizsgámra készültem abban az időben, (…) amikor Breuer először használni kezdte az eljárást. Azelőtt senki sem szüntetett meg hisztériás panaszokat ilyen eljárást használva.” Tanulmányok a hisztériáról c. kötetükben, Freud és Breuer más esetek mellett, részletesen dokumentálták az Anna O.-val elhangzott beszélgetéseket is. Ezek az anyagok Breuer kezelési módszeréről Anna O. kapcsán alapvető szerepet kaptak a freudi elmélet kialakulásában, valamint a pszichoanalitikus gyakorlatban; értendő ez alatt különösen a fantáziák fontosságára (extrém esetekben hallucinációk), hisztéria, katarzis, melyek Breuer főbb hozzájárulásai voltak a témát illetően. Breuer és Freud útjai aztán egy szakítás formájában elágaztak, s freudista szemszögből nézve, „míg Breuer az intelligens és szerelmes Anna O.-val tudtán kívül is letette a pszichoanalízis alapjait, végső soron Freud volt az, aki levonta a konzekvenciákat Breuer esetéből”.

## Egyéb munkái
Breuer a bécsi katonai orvosi iskolában dolgozott Ewald Hering jobbján, ahol elsőként figyelt fel a nervus vagus szerepére a légzés reflexszerűségét illetően. Ez ellentmondott az azt megelőző fiziológiai meglátásoknak és nagyban megváltoztatta a tudomány nézőpontját a légzés és az idegrendszer összefüggésének vizsgálatával kapcsolatban. Ez a mechanizmus ma már Hering-Breuer reflex néven ismert. Egymástól függetlenül tette a felfedezést 1873-ban Breuer és a fizikus-matematikus Ernst Mach az egyensúlyérzék funkciójáról: hogy azt olyan információk irányítják, melyeket az agy a belső fülben található folyadék mozgásából nyer. Hogy az egyensúlyérzéket a három csatornában lévő folyadék befolyásolja, 1870-ben ismerte fel a fiziológus Friedrich Goltz, s Goltz tért ki az egyensúly-érzékelő apparátus működésére.
Kötetei leginkább német nyelvterületen kerültek kiadásra (Bécs, Lipcse, Giessen), s innen kerültek be a könyvkereskedelembe meg Európa különböző országainak, köztük Magyarországnak a közkönyvtáraiba is.

## Családja
Breuer 1868-ban vette feleségül Mathilde Altmannt, öt gyermekük született. Lánya, Dora, később öngyilkosságot követett el, így menekülve a nácizmus rémségei elől. Másik lányának, Margarete-nek nyoma veszett Theresienstadt-ban, 1942 szeptemberében, unokája Hanna Schiff pedig a náci bebörtönzések nyomán vesztette életét.

## Fordítás
- Ez a szócikk részben vagy egészben a Josef Breuer című angol Wikipédia-szócikk fordításán alapul.  Az eredeti cikk szerkesztőit annak laptörténete sorolja fel. Ez a jelzés csupán a megfogalmazás eredetét és a szerzői jogokat jelzi, nem szolgál a cikkben szereplő információk forrásmegjelöléseként.